# Jake Bugg
Jake Edwin Kennedy, noto come Jake Bugg (Nottingham, 28 febbraio 1994), è un cantante, chitarrista e cantautore inglese.
Il suo stile è stato definito una miscela tra i La's più melodici, la semplicità blues dei White Stripes e il romanticismo di Jens Lekman.

## Biografia
Nato e cresciuto a Clifton (Nottingham) da genitori musicisti, inizia a suonare la chitarra a 12 anni grazie allo zio Mark. La sua passione per la musica nasce dopo aver sentito la canzone "Vincent" di Don McLean in un episodio dei Simpson.
Nel 2011 è scelto dalla BBC tra gli artisti emergenti da far salire sul palco "Introducing" del Festival di Glastonbury. Da quel momento alcune sue canzoni hanno airplay radiofonico e Country Song viene scelta per lo spot televisivo della birra Greene King IPA. Nello stesso anno Bugg firma un contratto discografico con la Mercury Records.
Il 22 maggio 2012 partecipa al celebre programma televisivo Later... with Jools Holland. Il 1º ottobre 2012 si esibisce dal vivo per il programma Live at Maida Vale su BBC Radio 6. Il 15 ottobre esce il suo album d'esordio, Jake Bugg, che debutta al primo posto della classifica del Regno Unito, ottenendo in seguito il disco di platino per le oltre 300 000 copie distribuite nel paese. Il disco fa di Bugg il più giovane artista inglese ad aver ottenuto il primo posto nelle classifiche inglesi con un album di debutto.
Nell'ottobre 2012 con la sua band fa da gruppo spalla in alcune date del tour europeo dei Noel Gallagher's High Flying Birds. Dal 23 ottobre è ospite speciale dei concerti tenuti in Nordamerica dalla band dell'ex membro degli Oasis e dagli Snow Patrol.
Nel gennaio 2013, Bugg riceve una nomination come artista rivelazione dell'anno ai Brit Awards, che si sono tenuti a Londra il 20 febbraio 2013.
Il suo secondo disco, Shangri La, esce il 18 novembre 2013. L'album è stato prodotto da Rick Rubin e registrato a Malibù, in California, negli Shangri La Studios, dai quali prende il nome.
Nel luglio 2014 Bugg dichiara di essere già al lavoro sul terzo album, ma di non sapere quanto tempo gli occorrerà per terminarlo. In quel mese si esibisce al River Stage del Bluesfest di Ottawa e al Paléo Festival, vicino al Lago di Ginevra. Il suo brano Simple As This viene scelto per la colonna sonora del film Fault in Our Stars. Il 5 ottobre 2014 a Cardiff Jake suona per la prima volta due nuove canzoni, Down the Avenue e Hold On You. Un nuovo brano, Feel What's Good viene inserito nella colonna sonora di The Giver - Il mondo di Jonas.
Nel 2015 dice alla rivista New Musical Express che l'album a cui sta lavorando "avrà contenuti più oscuri". Il 16 febbraio 2016 pubblica un nuovo pezzo, On My One. Il 25 febbraio BBC Radio 1 trasmette il suo nuovo singolo, Gimme The Love.
Il 26 febbraio 2016 Bugg annuncia per il 17 giugno la pubblicazione del suo terzo album in studio, On My One. Il 20 agosto 2017 BBC Radio 1 diffonde How Soon the Dawn, singolo di Jake Bugg pubblicato ufficialmente il 4 agosto insieme al relativo videoclip promozionale. Il quarto album dell'artista, Hearts That Strain, esce il 1º settembre. A ciò fa seguito un tour ufficiale e la pubblicazione di un duetto con Noah Cyrus intitolato Waiting.
Nel 2018 annuncia la firma di un contratto discografico con RCA Records, definendolo ciò un "rilancio" della propria carriera. Negli anni successivi l'artista pubblica diversi singoli, fino ad annunciare la pubblicazione dell'album Saturday Nights, Sunday Mornings, previsto per l'agosto 2021, e del relativo tour previsto per il 2022.

## Discografia

### Album in studio
- 2012 - Jake Bugg (Mercury Records, 602537128778)
- 2013 - Shangri La (Virgin EMI Records, 3756057)
- 2016 - On My One (Virgin EMI Records, 4780510,)
- 2017 - Hearts That Strain (Virgin EMI Records, 00602557914498)
- 2021 - Saturday Night Sunday Morning (Sony Music, 19439862882)
- 2022 - The Happiest Man in the World OST (Sony Music)
- 2024 - A Modern Day Distraction (Sony Music, 19802819992)

### Singoli
- Trouble Town
- Country Song
- Lightning Bolt
- Taste It
- Two Fingers
- Seen It All
- Broken
- What Doesn't Kill You
- Slumville Sunrise
- A Song About Love
- Messed Up Kids
- There's a Beast and We All Feed It
- Gimme The Love